# ژلیویژن
ژلیویژن (انگلیسی: Jellyvision) شرکت نرم‌افزار آمریکایی است، که در سال ۱۹۸۹ تأسیس شد.